# Xiphocentron regulare
Xiphocentron regulare is een schietmot uit de familie Xiphocentronidae. De soort komt voor in het Neotropisch gebied.